# 梁安 (前秦)
梁安（？—355年），前秦將領，官至尚書左僕射，其女為苻生的梁皇后。
梁安曾隨雷弱兒以詐降計大破東晉殷浩的軍隊。梁安受苻健遺命與太師魚遵、丞相雷弱兒、太傅毛貴、司空王墮、尚書令梁楞、吏部尚書辛牢等八大臣，同為輔政大臣，輔助苻生。
壽光元年（355年）九月，因為中書監胡文及中書令王魚向苻生報告天象：「最近有客星（彗星）在大角，熒惑（火星）入東井。大角，是皇帝之坐；東井，表示秦地；按占卜，不出三年，國內將有大喪，大臣會被殺戮，希望陛下自脩德行以避禍。」苻生卻說：「皇后和朕位置相應，可以應了國喪之劫。毛太傅、梁車騎、梁僕射受遺詔輔政，就應了大臣被戮的劫。」於是就殺了梁皇后、毛貴、梁楞及梁安四人。